# Parachordodes arndti
Parachordodes arndti är en tagelmaskart som beskrevs av Heinze 1935. Parachordodes arndti ingår i släktet Parachordodes och familjen Chordodidae. Inga underarter finns listade i Catalogue of Life.